# Музей современного искусства (MACBA, Буэнос-Айрес)
Музей современного искусства MACBA (исп. Museo de Arte Contemporáneo de Buenos Aires, MACBA) — частный художественный музей в аргентинском городе Буэнос-Айрес, открытый в сентябре 2012 года; был создан на основе коллекции произведений современного искусства, собранной Альдо Рубино; ставит себе целью приобретение, сохранение, исследование и представление как национального, так и международного искусства.

## История и описание
Музей современного (актуального) искусства MACBA был открыт в Буэнос-Айресе 1 сентября 2012 года; частный музей был учрежден коллекционером произведений современного искусства Альдо Рубино — с целью приобретения, сохранения, исследования, документирования, распространения и демонстрации современного искусства. В музейном собрании представлены как работы аргентинских художников, так и авторов из других регионов мира. «Неформальное» образование, посредством знакомства с искусством является одной из задач центра. Демонстрация и продвижение аргентинского искусства за рубежом также входит в круг задач MACBA.
Рубино начал формировать свою коллекцию в конце 1980-х годов: со временем у него родилась идея о создании музея для размещения существенно выросшего собрания, содержавшего преимущественно работы, созданный с середины XX века. Работы приобретались коллекционером (и продолжают приобретаться музеем) на разных этапах карьеры художника: часть из них была куплена у уже известных авторов, а некоторые приобретались у начинавших художников. Работы, связанные с геометрической абстракцией, составляют значительную часть музейного собрания — среди прочих, в нём представлены произведения Хулио Ле Парк и Виктора Вазарели. Среди авторов XXI есть есть Фабиан Бургос, Вероника Ди Торо, Лусио Дорр, Пабло Сикье, Бето де Волдер, Сильвина Лакарра и Гачи Хаспер. MACBA активно сотрудничает с государственными учреждениями и неправительственными организациями, «которые разделяют ценности музея».
Музейное здание MACBA было построенное рядом со зданием Музея современного искусства Буэнос-Айреса — оно было спроектировано архитектурным бюро «Vila-Sebastián-Vila». Современное сооружение, напоминающее «контейнер», состоит не только из выставочных пространств, но и из мастерских и образовательных помещений (классных комнат). Масштабный стеклянный фасад (15 на 12 метров) выделяет здание на фоне окружающей застройки. В 2017—2018 годах в музейных залах проходила ретроспективная выставка аргентинского художника Эдуардо Макинтайра (1929—2014) «Eduardo Mac Entyre — Sutilezas De La Línea».